# Монс
Монс (фр. и лат. Mons, валлон. Mont, нидерл. Bergen, пикард. Mon(t)) — город в Бельгии, в 50 км к юго-западу от Брюсселя, административный центр провинции Эно. Расположен на канале Самбр — Шельда. Исторически известен как столица графства Геннегау. Население — 92,5 тыс. жит. (2011).

## История
Название дано по холмам (лат. Montes — «горы»), на которых раскинулся Монс. Поселение на месте города существовало ещё в эпоху неолита. В старину считалось, что прямоугольная сетка городских улиц унаследована от лагеря Юлия Цезаря, который находился на этом месте. Однако археологам не удалось подтвердить наличие стоянки древних римлян в этих местах.

Историю Монса принято отсчитывать с VII века, когда святой Гилен основал поблизости (на месте пригородного Сен-Гилена) монастырь. Здесь же подвизалась его последовательница Вальдетруда (знатная франкская дама, посвятившая жизнь служению Богу и канонизированная в 1039 году). Благодаря этим святым угодникам средневековый город стал местом паломничества. При графе Бодуэне IV обнесён крепостной стеной (как и соседний Ат). В 1295 году город (насчитывавший в то время 4700 жителей) официально сменил Валансьен в качестве столицы графства Геннегау. 

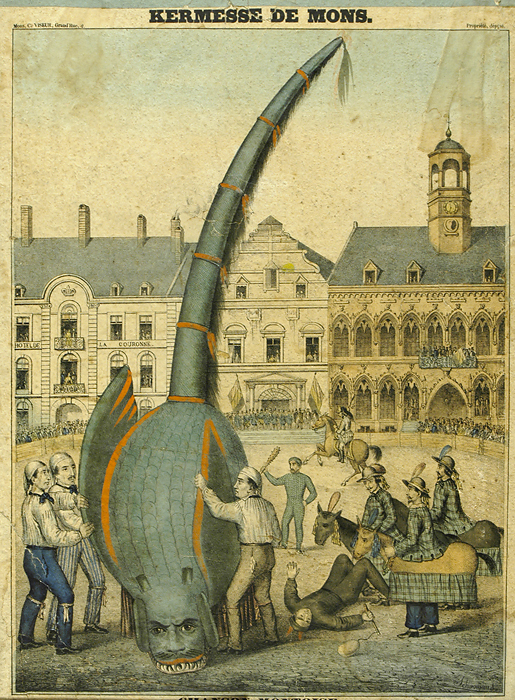
Инсценировка боя св. Георгия с драконом (1841)

Во время Восьмидесятилетней войны город был взят 24 мая 1572 года Людовиком Оранским при поддержке гугенотов, а 19 сентября того же года отвоёван испанцами во главе с герцогом Альбой. В 1580-84 гг. здесь находилась администрация Испанских Нидерландов.
В продолжение войн XVII и XVIII веков Монс считался немаловажной крепостью на франко-австрийской границе и неоднократно переходил из рук в руки. В 1691 году после девяти месяцев блокады взят французской армией маршала Буффлера. В 1701-1709 годах вновь оккупирован французами, но осенью 1709 года уступлен ими англо-австро-голландской союзной армии после битвы при Мальплаке. С Утрехтского мира (1713) до битвы при Жемаппе (1792) — в составе Австрийских Нидерландов.
Укрепления Монса были обновлены королём Виллемом I, но в середине XIX века разобраны (окончательно в 1866 году) и заменены кольцами бульваров. В результате индустриализации Монс превратился в столицу каменноугольного промышленного региона (Боринаж) и в центр борьбы рабочих за свои права; стачки монсских рабочих в 1893 году увенчались принятием закона о всеобщем избирательном праве.
С началом Первой мировой войны в августе 1914 года город стал ареной первого сражения британской армии. На протяжении бо́льшей части войны Монс был оккупирован Германией.
В 1944 году сильно пострадал от бомбардировок. Об освобождении американскими войсками напоминают многочисленные сохранившиеся в городе танки.

## Современность
Монс — крупный промышленный центр в индустриальной долине Валлонии. С 1967 года в Монсе расположено Верховное главнокомандование ОВС НАТО в Европе. С 1965 г. работает Монсский университет.
В мире спорта Монс известен как место проведения ежегодного международного открытого мужского теннисного турнира на хардовых кортах — Ethias Trophy.

## Достопримечательности

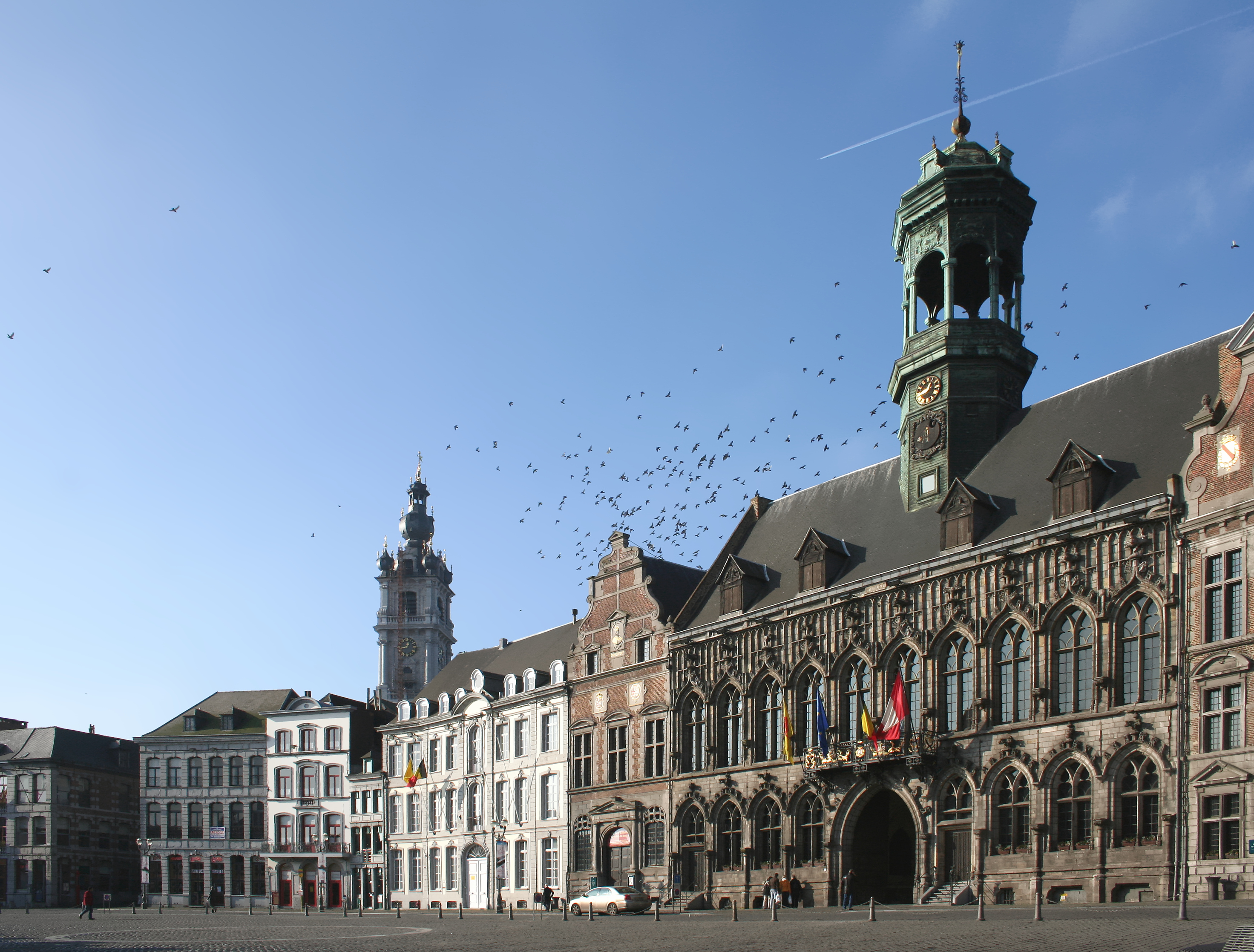
Ратушная площадь

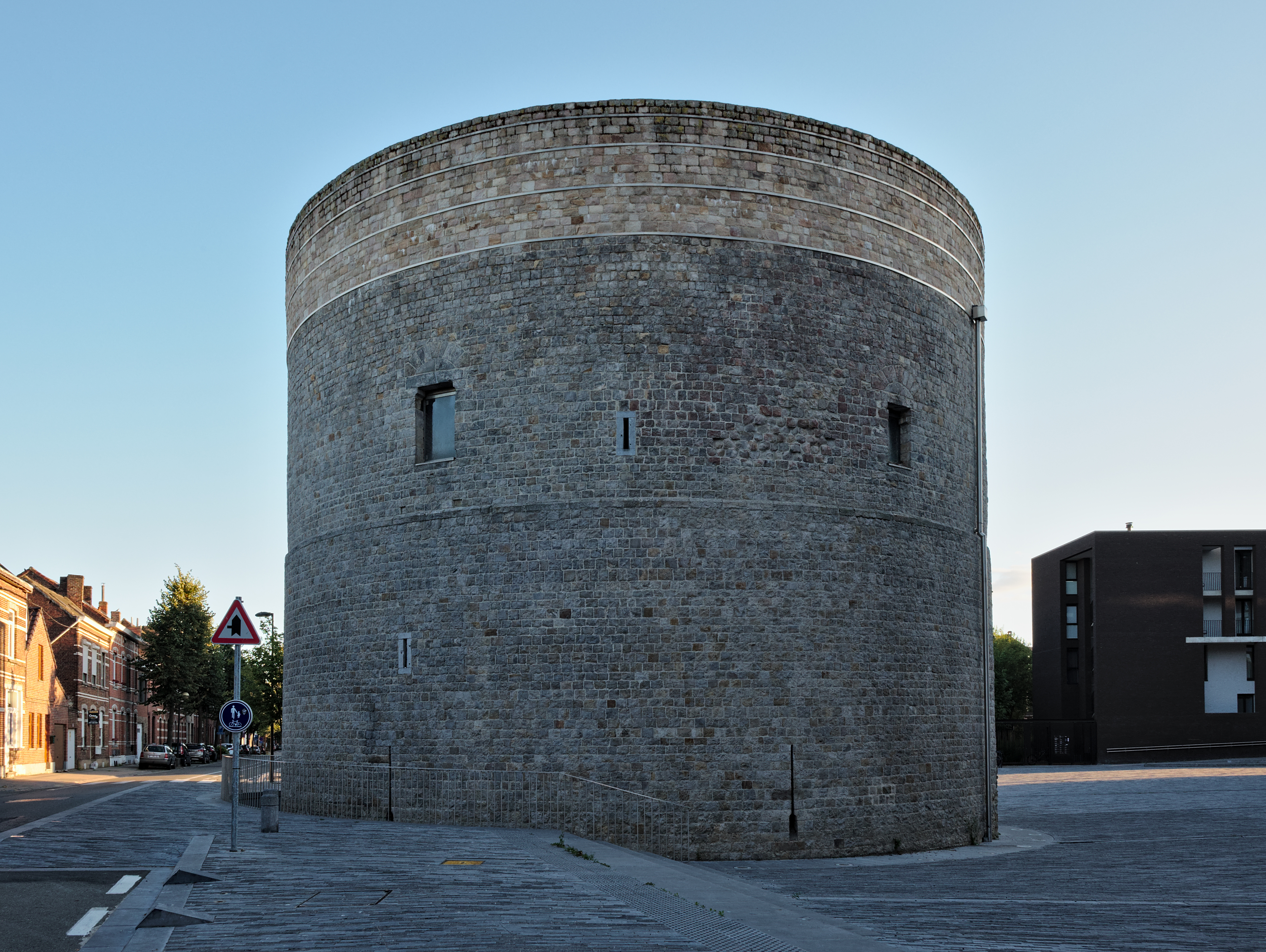
Валансьенская башня середины XIV века

- готическая ратуша XIV-XV вв. (с надстройкой XVIII века);
- готический собор Святой Вальдетруды, построенный в 1450—1686 годах и заменивший старый романский (в сокровищнице собора — золотые изделия, книги, картины, ткани и скульптуры VII—XIX веков);
- барочная 81-метровая башня-беффруа (1661 год; наряду с прочими беффруа включена в список всемирного наследия);
- архивный центр, в 1998 г. преобразованный в музей архивного дела — Mundaneum;
- музей изобразительных искусств с сетью филиалов, включая домик ван Гога в Куэме;
- музей декоративно-прикладного искусства[фр.], который вырос из коллекции искусства рубежа XVIII и XIX вв., собранной доктором Франсуа Дюсбергом.

На праздник Троицы в Монсе проходят дуду — красочные представления с получасовой инсценировкой боя Святого Георгия со змием (драконом).

## Города-побратимы
- Ванн, Франция (1952)
- Бриар[фр.], Франция (1962)
- Туассе, Франция (1963)
- Сефтон, Великобритания (1964)
- Чанша, Китай (1998)
- Литл-Рок, США (1999)